# 時鐘座TZ
時鐘座TZ，又名CP-67 154，HD 15379、SAO 248556、HR 722，是時鐘座的一颗恒星，视星等为6.41，位于銀經289.17，銀緯-48.04，其B1900.0坐标为赤經2h 23m 22.4s，赤緯-66° -48.04′ 39″。